# Søren Madsen
Søren Madsen, né le 31 mai 1976 à Middelfart, est un rameur danois, médaillé olympique.

## Biographie

### Palmarès

#### Aviron aux Jeux olympiques
- 2000 à Sydney,  Australie
  -  Médaille de bronze en quatre sans barreur poids légers[1]